# Kraśnik Koszaliński
Kraśnik Koszaliński [ˈkraɕnik kɔʂaˈliɲski] (tiếng Đức: Kratzig)  là một ngôi làng thuộc khu hành chính của Gmina Biesiekierz, thuộc quận Koszalin, West Pomeranian Voivodeship, ở phía tây bắc Ba Lan. Nó nằm khoảng 4 kilômét (2 mi) phía tây Biesiekierz, 14 km (9 mi) phía tây nam Koszalin và 122 km (76 mi) về phía đông bắc của thủ đô khu vực Szczecin.